# پرنده‌سور
پرنده‌سور یا پرنده‌خزنده (به انگلیسی avisaurus) یک سرده از ناهمسان‌مرغان از کرتاسه پسین از آمریکای شمالی است. نامش به معنای پرنده+مارمولک است. پرنده سور حشره خوار بوده و جزو ددپایان بود.